# Велики пожар у Лондону
Велики пожар у Лондону је пожар који је харао Лондоном између 2. и 5. септембра 1666. године , и у коме су били уништени централни дијелови града. Ватра је прогутала средњовјековни део Лондона унутар старих римских зидина. Такође је угрозила, али није уништила аристократски део Вестминстера, палату Вајтхол као и велики део предграђа у ком су живели сиромашни грађани
Ватра је уништила 13.200 кућа, 87 цркава, катедралу св. Павла, и већину јавних зграда. Процјењује се да је уништила домове 70.000 становника, од укупно 80.000 становника колико је у то доба Лондон имао. 
Тачан број жртава се не зна, и традиционално влада мишљење да није био велики, с обзиром да је забиљежен мали број погинулих. Овакво схватање је доведено скоро у питање с обзиром да се у то доба нису биљежиле смрти сиромашних и припадника средње класе, као и да је много њих прогутала ватра не оставивши препознатљиве трагове остатака својих жртава.

## Пожар у кући Томаса Фаринора
Дана 2. септембра 1666. године, у недељу ујутру, започела је ватра у кући и продавници Томаса Фаринора, пекара краља Чарлса II. Фаринор је заборавио да угаси ватру у пећи у ноћи прије тога, и жеравице су запалиле оближњу камарицу дрва за горење. До 01:00 ватра је већ захватила кућу и продавницу, док је Фаринор увелико спавао. Фариноров помоћник се пробудио и видио кућу пуну дима и пробудио укућане. Фаринор, његова жена и кћерка, као и једна слушкиња, су утекли кроз горњи прозор и преко врха крова. Спремачица је била толико преплашена да се није успјела попети на кров него је остала у кући - постајући тако прва жртва ватре.

## Ширење ватре
Жишке из запаљене куће су пале на сламу и сијено у оближњем дворишту Стар Ина, у улици Фиш Стрит Хил. Лондон је 1666. године био у великој мјери изграђен од дрвета са крововима често прављеним само од лишћа. Ове су се зграде брзо запалиле. Вјетар је тог јутра дувао јако и брзо је разносио ватру. Из Стар Ина, ватра је брзо продрла до цркве свете Маргарет, а затим и у улицу Темз Стрит. Овде је било складишта и сандука са запаљивим материјалима — уљем, плином, угљем, сламом итд. До 08:00, седам сати након почетка ватре, пламен је дошао на пола пута до старог Лондонског моста.
Ватре су гориле читава два дана. Флит Стрит, Олд Бејли, Лаџит Хил, Њугејт су се претворили у пепео. Зидине катедрале светог Павла су експлодирале док је истопљено олово текло у потоцима низ улице. Ватра је горила три дана, на крају уништавајући и храм у близини Холборн Бриџа. Гашењу се приступало првенствено унапријед уништавајући куће и зграде које ватра још није ухватила.

## Исход пожара
Кад се ватра смирила, око четири петине Лондона било је уништено, око 13.200 кућа, 87 цркава и 50 коњушница на површини од око 436 јутара земље. Иако се сматра да је од ватре страдало мало људи, у неку руку, спасила је неке; пацови који су преносили црну кугу су помрли у пожару. Након ватре број умрлих од куге је нагло опао.
Било је много људи који су нагло осиромашили јер су све што су имали изгубили у ватри. Становништво се разишло по околним селима па и даље. Некима су обезбијеђени шатори, неки су сами себи правили склониште под импровизованим колибама.
Након ове ватре, Лондон је био натјеран да започне градњу која би предупредила овакве пожаре. Дрвене куће које су се до тада градиле, замијењене су кућама од камена и цигле. Осигуравајућа друштва су схватила да могу избјећи губитак запошљавањем људи који би се борили против ватре. Кристофер Рен, велики архитекта XVII вијека, почео је реконструкцију Лондона и изградио 49 нових цркава заједно са катедралом светог Павла какву данас познајемо. Након пожара 1666. године, лице Лондона се заувијек промијенило.